# Ed Wood
Ed Wood, fullständigt namn Edward Davis Wood Jr., född 10 oktober 1924 i Poughkeepsie, New York, död 10 december 1978 i North Hollywood, Los Angeles, Kalifornien, var en amerikansk regissör. Wood blev utsedd till tidernas sämsta regissör i boken The Golden Turkey Awards.

## Biografi
Främst regisserade Wood skräckfilmer av olika slag. Alla hans filmer kännetecknas av vad många anser dåligt manus, tveksamma skådespelarinsatser och skrattretande rekvisita. Mest känd är Plan 9 from Outer Space från 1959, som är en sorts science fiction och som har blivit en kultfilm. Den anses vara en typisk så kallad kalkonfilm och utnämndes i The Golden Turkey Awards till den sämsta film som någonsin gjorts - i hård konkurrens med en annan film av Ed Wood, Glen or Glenda: I Changed My Sex.
Ed Wood lyckades sprida lite stjärnglans över sina filmer genom att övertala Bela Lugosi, känd från Dracula-filmerna, att vara med. Lugosi var då en föredetting, nedbruten av missbruk och utfattig, men han kunde fortfarande agera och göra det bästa av Woods manus. Lugosi dog under inspelningen av Plan 9 from Outer Space. Han ersattes då av en annan, betydligt längre och smalare skådespelare (Ed Woods frus kiropraktor) som dolde sitt ansikte bakom en slängkappa. Förutom Lugosi anlitade Wood ett antal så kallade C-skådespelare som genom sitt till synes mekaniska agerande ibland anses ge filmerna en surrealistisk känsla. Wood gjorde nästan aldrig några omtagningar.
Eftersom Wood alltid arbetade med minimal budget brukade han låna rekvisita från andra filminspelningar. Dessutom klippte han ofta in stockbilder (som var gratis) i sina egna filmer. Det var ofta svårt för tittaren att förstå vad rekvisitan och de inklippta scenerna hade med filmens handling att göra.
Wood var transvestit och medverkade själv i Glen or Glenda. Han uppträdde dock aldrig offentligt i kvinnokläder, även om det framställs så i långfilmen om honom. Wood (som tog värvning i den amerikanska marinkåren under andra världskriget) påstod att han deltog i slaget om Guadalcanal iklädd kvinnounderkläder under uniformen.
Från 1963 till sin död var Wood en produktiv författare av mer eller mindre erotiskt laddade böcker. Han skrev minst 22 böcker, med titlar som Orgy of the Dead (romanversion utgiven efter filmen med samma namn), Side-Show Siren, Bloodiest Sex Crimes in History, Devil Girls, Death of a Transvestite, Raped in the Grass och The Sexecutivs. Han skrev även den postumt utgivna Hollywood Rat Race om livet i filmvärldens Hollywood. Hans sena filmkarriär kom att domineras av mer sexuellt vågade, i vissa fall pornografiska, filmer.
Trots, eller på grund av, hans filmers vitt ansedda usla kvalitet nådde de en viss kommersiell framgång efter hans död och stor uppskattning av kalkonfilmsälskare.
År 1994 regisserade Tim Burton filmen Ed Wood med Johnny Depp i titelrollen, om regissören, hans filmer och hur de skapades.

## Filmografi i urval
- 1953 – Glen or Glenda
- 1953 – Crossroad Avenger: The Adventures of the Tucson Kid (kortfilm)
- 1954 – Jail Bait
- 1955 – Bride of the Monster
- 1956 – The Violent Years (manus)
- 1958 – The Bride and the Beast (manus)
- 1959 – Revenge of the Virgins (manus)
- 1959 – Plan 9 from Outer Space
- 1959 – Night of the Ghouls
- 1960 – The Sinister Urge
- 1963 – Shotgun Wedding (manus)
- 1965 – Orgy of the Dead (manus)
- 1969 – One Million AC/DC (manus)
- 1970 – The Double Garden (manus)
- 1970 – Take It Out in Trade
- 1971 – The Young Barmaids
- 1971 – Necromania: A Tale of Weird Love
- 1972 – The Love Feast (manus, skådespelare)